# Säve
Säve – miejscowość (tätort) w Szwecji, w regionie administracyjnym (län) Västra Götaland, w gminie Göteborg.
Według danych Szwedzkiego Urzędu Statystycznego liczba ludności wyniosła: 759 (31 grudnia 2015), 734 (31 grudnia 2018) i 709 (31 grudnia 2019).